# Mont Heng (Shanxi)
El mont Heng (Tradicional: 恆山; Simplificat: 恒山; Pinyin:Héng Shān) és una de les cinc muntanyes sagrades del taoisme. Es troba a la província de Shanxi. Amb els seus 2.017 m d'altitud és un dels cims més alts de la Xina interior o històrica. Se l'anomena de vegades Muntanya del Nord, per distingir-la de la Muntanya del Sud, que té també el nom de muntanya Heng i es troba a la província de Hunan.

## Història i temples
Com les altres muntanyes sagrades taoístes,el mont Heng es considera un lloc sagrat des de la Dinastia Zhou. Per la seva situació en el nord del país, durant molt de temps va ser de difícil accés per als pelegrins xinesos. Per aquest motiu pot-ser no és tan important com les altres muntanyes taoístes.